# مركز آيت أمحمد (آيت امحمد)
مركز آيت أمحمد هي إحدى مشيخات المملكة المغربية، تتبع جغرافيا لإقليم أزيلال وإداريًا لآيت امحمد. يقدر عدد سكانها بـ 1701 نسمة حسب الإحصاء الرسمي للسكان والسكنى لسنة 2004.